# Friedrich Kalkbrenner
Friedrich Wilhelm Michael (Frédéric) Kalkbrenner (in viaggio tra Kassel e Berlino, 2 o 8 novembre 1785 – Enghien-les-Bains, 10 giugno 1849) è stato un pianista, compositore, e didatta tedesco.

## Biografia
Figlio di Christian Kalkbrenner (1755-1806), un musicista ebreo attivo a Kassel, Friedrich fu istruito al Conservatorio di Parigi, ed iniziò presto a suonare in pubblico. Nel 1803 andò a Vienna a studiare contrappunto con Albrechtsberger e qui conobbe Hummel e Clementi; fece anche amicizia con Beethoven e ottenne la protezione di Haydn. 
Brillante esecutore e insegnante di successo, dal 1814 al 1823 visse a Londra e nel 1818 si associò al pianista e compositore Johann Bernhard Logier, che aveva inventato un dispositivo detto Chiroplasto mediante il quale veniva regolata la posizione delle mani sul pianoforte; Kalkbrenner vi apportò delle modifiche semplificatrici, nel 1830 col nome di Guidemains (Guidamani) lo brevettò a Parigi, dove si era stabilito dal 1824, e ne promosse la diffusione. A Parigi insegnò al Conservatorio e divenne membro dell'azienda di fabbricazione di pianoforti Pleyel & Co., facendo fortuna grazie alla sua attività commerciale combinata con quella artistica. Morì ad Enghien-les-Bains, nei pressi di Parigi, nel 1849.

## Il pianista e il didatta
Come pianista Kalkbrenner mieté grandi successi e fu grandemente stimato tanto da Schumann quanto da Chopin, che in una lettera del 1830 ne lodò "il tocco ammaliante, l'uguaglianza impareggiabile del suono e la maestria che emerge in ciascuna nota"
Come didatta Kalkbrenner insegnò una tecnica pianistica fondata sull'utilizzo della forza delle dita e della mano, trascurando il peso del braccio e dell'avambraccio, in linea del resto con l'orientamento all'epoca prevalente. Sembra che fosse anche fautore di una netta separazione tra tecnica, intesa come mero esercizio fisico, e musica: famoso il suo consiglio "di esercitarsi allo strumento tenendo un romanzo sul leggìo, onde sfuggire alla noia della necessaria, interminabile iterazione degli esercizi". Convinto sostenitore dell'utilizzo del Guidamani, il dispositivo da lui brevettato, scrisse un "metodo" per l'insegnamento del pianoforte con l'aiuto del guidamani (v. Bibliografia). Nonostante il parere negativo di Liszt, che lo chiamò "Guida-asini", per circa vent'anni il dispositivo di Kalkbrenner riscosse un certo successo: Saint-Saëns lo considerò un sistema "eccellente per formare il giovane pianista alla esecuzione delle opere scritte per i clavicembali e per i primi pianoforti, i cui tasti parlavano senza richiedere sforzi", anche se "insufficiente per le opere e gli strumenti moderni", che richiedono l'utilizzazione "del peso dell'avambraccio e [di] quello del braccio"".
Tra gli allievi di Kalkbrenner si annoverano F. Pleyel, A. Thomas e Camille-Marie Stamaty, che fu, a sua volta, maestro di Camille Saint-Saëns.

## Il compositore
Come compositore fu apprezzato da Schumann, che menziona con favore i suoi studi e il suo culto per la forma-sonata (Grande Sonate in fa minore op. 56 del 1825 dedicata ai "Mani di Haydn"). Il suo stile compositivo lo colloca tra il Classicismo e il primo Romanticismo. Le sue numerose composizioni sono attualmente meno ricordate del suo metodo d'insegnamento corredato da studi, che a lungo è stato popolare tra i pianisti.
Il primo concerto per pianoforte op. 11 di Chopin è dedicato a Kalkbrenner, che lo ricambiò con le Variations brillantes sulla Mazurka op. 120.

## Esempi di spartiti
- Élégie harmonique à l'occasion de la mort de Charlotte d'Angleterre Opus 36 (1817), su vansambeekedities.nl.
- La Solitudine Opus 46 (ca.1825), su vansambeekedities.nl.
- Polonaise Brillante Opus 55 (ca.1826), su vansambeekedities.nl.
- Caprice Opus 104 (ca.1831), su vansambeekedities.nl.

### Opere didattiche di Kalkbrenner
- 24 études sur tous le tons op. 20, 1816.
- Méthode pour apprendre le Pianoforte à l'aide du Guide-mains op. 108, 1831.
- Traité d'harmonie du pianiste op. 190, 1849.

### Letteratura secondaria
- Alberto Basso (a cura di), Dizionario enciclopedico universale della musica e dei musicisti, Torino, 1988, Utet, Le biografie: vol. IV, voce "Kalkbrenner -2).
- Luca Chiantore, Historia de la técnica pianística. Un estudio sobre los grandes compositores y el arte de la interpretación en busca de la Ur-Technik, Madrid, 2001, Alianza Editorial.
- Piero Rattalino, Storia del pianoforte, Milano, 1982 sgg., Il saggiatore.
- Paolo Spagnolo - Giovanni Stelli, Pianosophia. Tecnica e arte, Napoli, 2008, Guida.